# Meritxell Falgueras i Febrer
Meritxell Falgueras i Febrer (Barcelona, 30 de juliol de 1981) és una periodista i sommelier catalana.
El 2004 es va llicenciar en Humanitats. L'any 2007 va guanyar el Nas d'Or Jove Promesa de Catalunya i va classificar-se tercera al campionat estatal. El premi li va obrir la porta als mitjans de comunicació. Escriu regularment en el Time Out Barcelona, el Magazine de La Vanguardia i la revista Vinos y Restaurantes i ha col·laborat amb Cuina, Woman, Quaderns de El País, Gourmets de El Periódico, etc. Va tenir un espai a El dia a la COM de COM Ràdio, on va començar de la mà de Jordi Estadella.

## Reconeixements
Entre els reconeixements a la seva tasca de difusió de l'amor pels bons vins hi ha el premi Nas d’Or de Catalunya 2006, el títol de Reina del Verdejo 2008, el premi al millor blog de vins catalans del 2009 per Wines and The City, el premi a la sommelier del 2011 per la revista Esquire, el nomenament com a Acadèmica de l’Acadèmia Gastronòmica de Catalunya 2015, el Millor Llibre sobre begudes als Gourmand World CookBook Awards 2018, el Premi al millor vídeo sobre la DO Catalunya 2019, el Premi especial al millor blog sobre vins de Gourmand World Awards 2019.

## Llibres editats
- Falgueras i Febrer, Meritxell. Presumeix de vins en 7 dies.  Columna, 2010. ISBN 8466412999.
- Els vins de la teva vida, editorial Angle (2013). ISBN 9788415695158.
- Presumeix de vins, editorial La Butxaca (2014). ISBN 9788499307770.
- #DiVInament, editorial Larousse (2020). ISBN 9788418100093. (versió en castellàː #ConVinoConTodo, ed. Oberon)[4]